# Marie-Suzanne Roslin
Marie-Suzanne Roslin, de domo Giroust (ur. 9 marca 1734 w Paryżu, zm. 31 sierpnia 1772 tamże) – francuska miniaturzystka i pastelistka, członkini Królewskiej Akademii Malarstwa i Rzeźby.

## Życiorys
Urodziła się 9 marca 1734 roku w Paryżu, w rodzinie jubilera Barthélemy’ego Girousta i Marie Suzanne Le Roy. Osierocona w młodym wieku, została wychowana przez babkę.
Kształciła się w pracowni Maurice’a Quentina de La Toura, najpewniej na początku lat 50. XVIII wieku. Z tego okresu zachowała się mistrzowsko wykonana pastelowa kopia portretu ręki jej mistrza, która bywa przypisywana Marie-Suzanne. Możliwe, że artystka pobierała także lekcje u Joseph-Marie Viena, przyjaciela rodziny. Dzięki Vienowi poznała w 1754 roku swego przyszłego męża, szwedzkiego portrecistę Alexandra Roslina. Rodzina Marie-Suzanne sprzeciwiała się związkowi ze względów religijnych, bowiem Roslin był protestantem. Para pobrała się 8 stycznia 1759 roku, dzięki wstawiennictwu hrabiego de Caylus. Małżeństwu urodziła się szóstka dzieci. Marie-Suzanne wielokrotnie pozowała mężowi – członkowi Królewskiej Akademii Malarstwa i Rzeźby – do portretów malarskich, w tym do Damy w czarnej woalce.

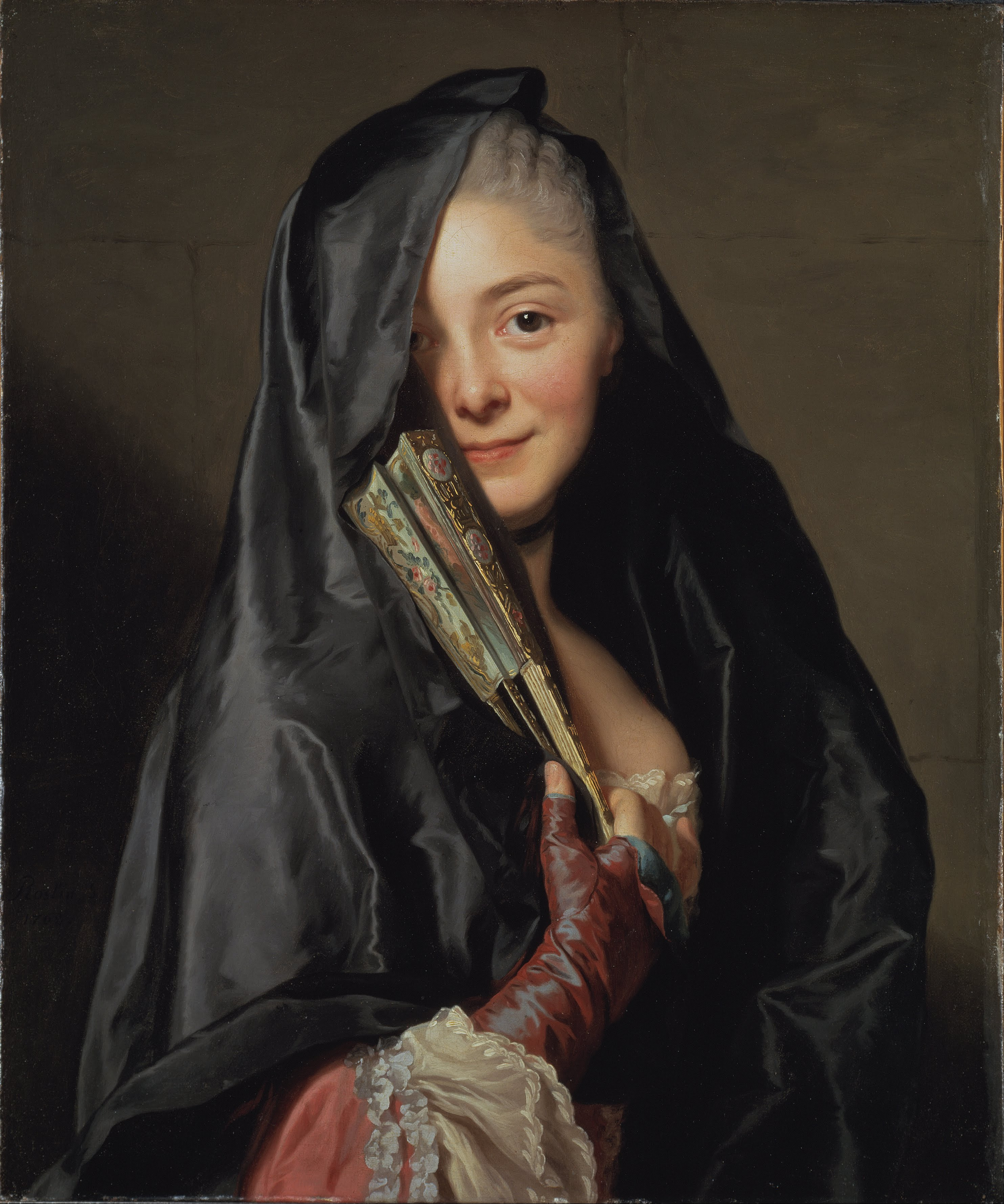
Dama w czarnej woalce pędzla Alexandra Roslina

Jej domeną były pastele, w których widać wyraźną inspirację stylem de La Toura. Portretowała osoby ze swego otoczenia – rodzinę i przyjaciół, przedstawiając m.in. żonę i dzieci Huberta Roberta czy szwedzkiego kolekcjonera sztuki Henrika Wilhelma Peilla. Z kolei na spontanicznym autoportrecie przedstawiła siebie podczas tworzenia kopii autoportretu de La Toura.

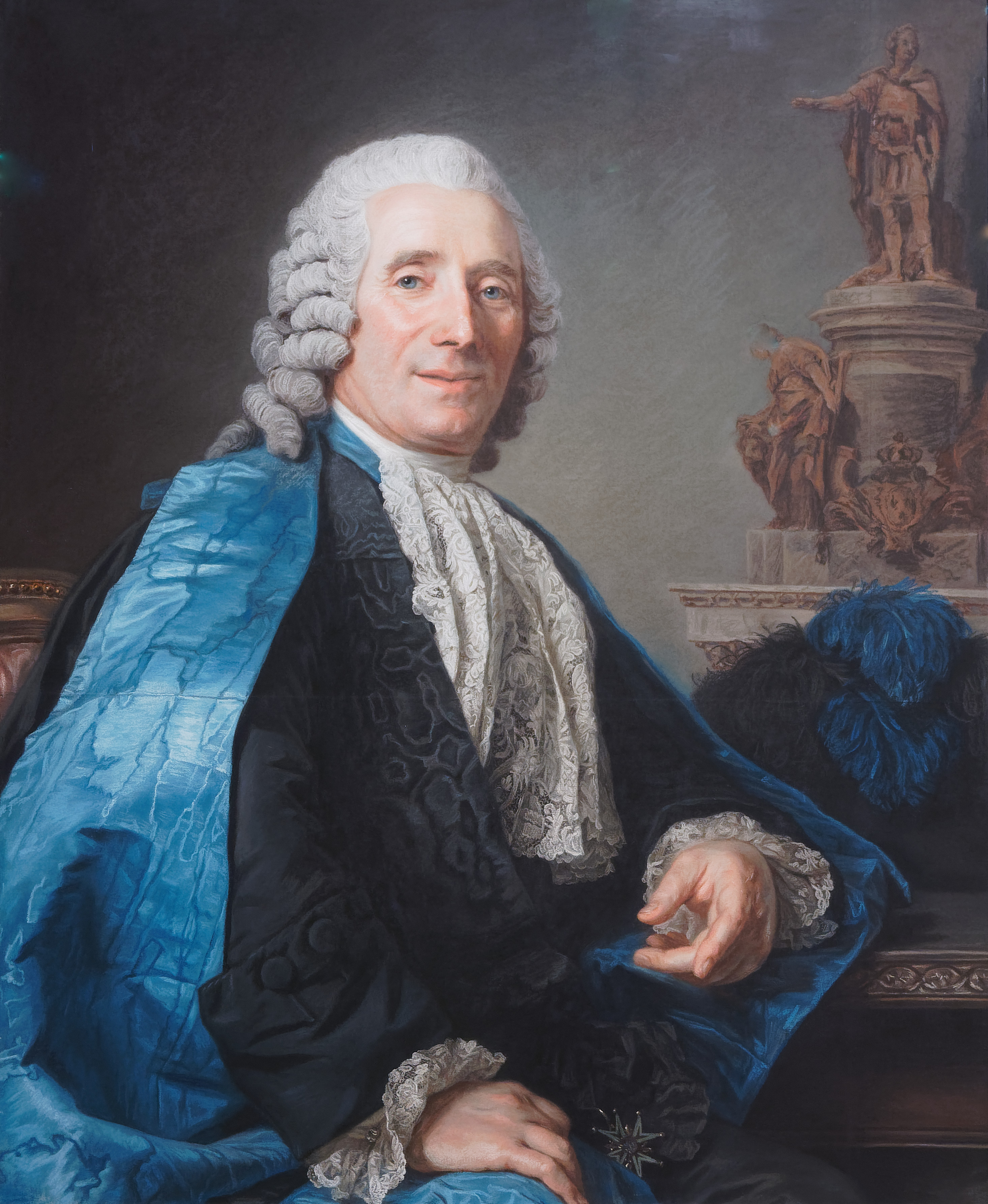
Portrait du sculpteur Jean-Baptiste Pigalle, en habit de chevalier de l'ordre de Saint-Michel (portret Pigalle’a), 1770

We wrześniu 1770 roku została przyjęta do Królewskiej Akademii Malarstwa i Rzeźby, na podstawie mistrzowskiego dzieła – formalnego portretu rzeźbiarza Jean-Baptiste’a Pigalle’a. Została tym samym jedną z czternastu kobiet, które w latach 1648–1791 dopuszczono do grona akademickiego. W 1770 roku, po przyjęciu Roslin i Anne Vallayer-Coster, wprowadzono ograniczenia w obawie, iż wzrośnie zainteresowanie kobiet akademią: w danym czasie nie więcej niż cztery kobiety mogły być członkiniami akademii.
Portret Pigalle’a wykonano techniką pastelową. Model przyodziany jest w insygnia Orderu Świętego Michała, w tle rysuje się bryła modelu Pomnika Ludwika XV w Reims. Postać Pigalle’a uchwycono w nietypowej dla francuskich portretów perspektywie di sotto in sù, która nadaje kompozycji dynamiki. Portret, który wraz z innymi pracami artystki zaprezentowano w 1771 roku podczas Salonu Akademii, zdobył uznanie krytyki, a także nieprzychylnego paryskim wystawom Horace’a Walpole’a. Denis Diderot także docenił talent Roslin, stwierdzając iż jej prace są godne jej mistrza de La Toura. Współcześnie portret Pigalle’a znajduje się w zbiorach Luwru.
Jedną z ostatnich prac Roslin jest portret malarza Jacques’a Dumonta, który także spotkał się z przychylnością opinii publicznej. Pastel o wymiarach 55,9 x 46,3 cm znajduje się w kolekcji Pałacu wersalskiego.
Roslin zmarła 31 sierpnia 1772 roku na raka piersi.

## Galeria

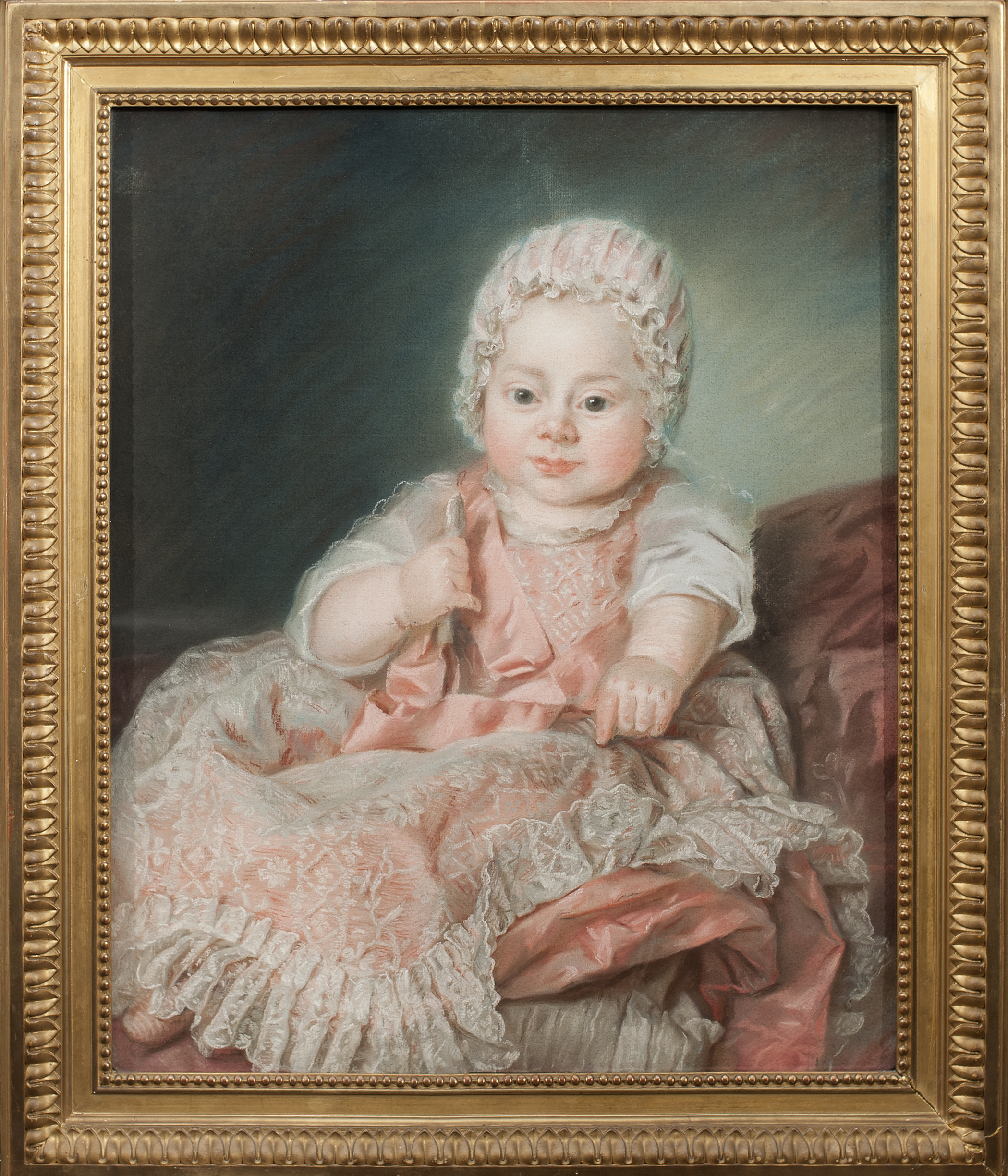
Alexandre Antoine Roslin, ok. 1765
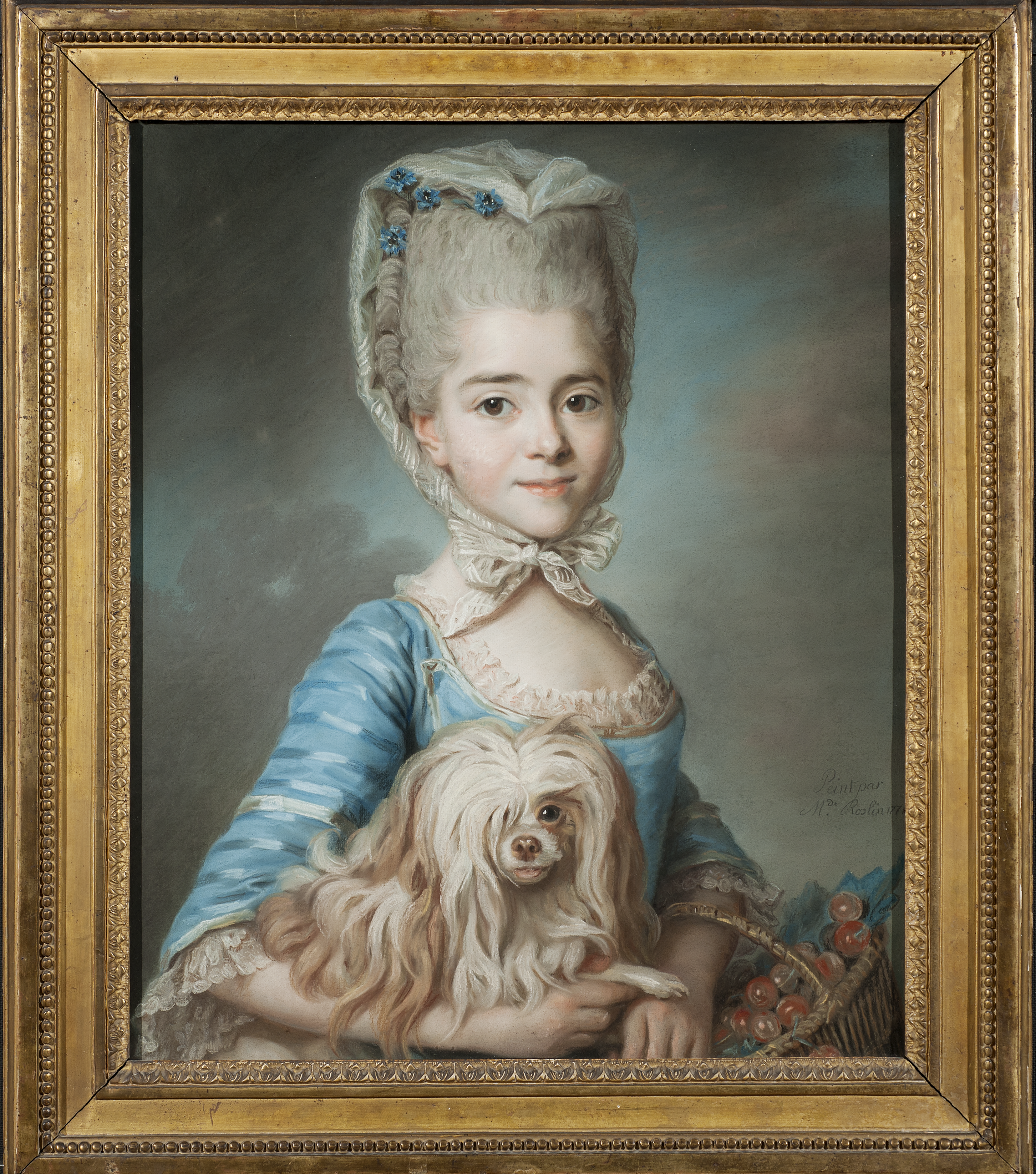
Augustine-Suzanne Roslin, 1771
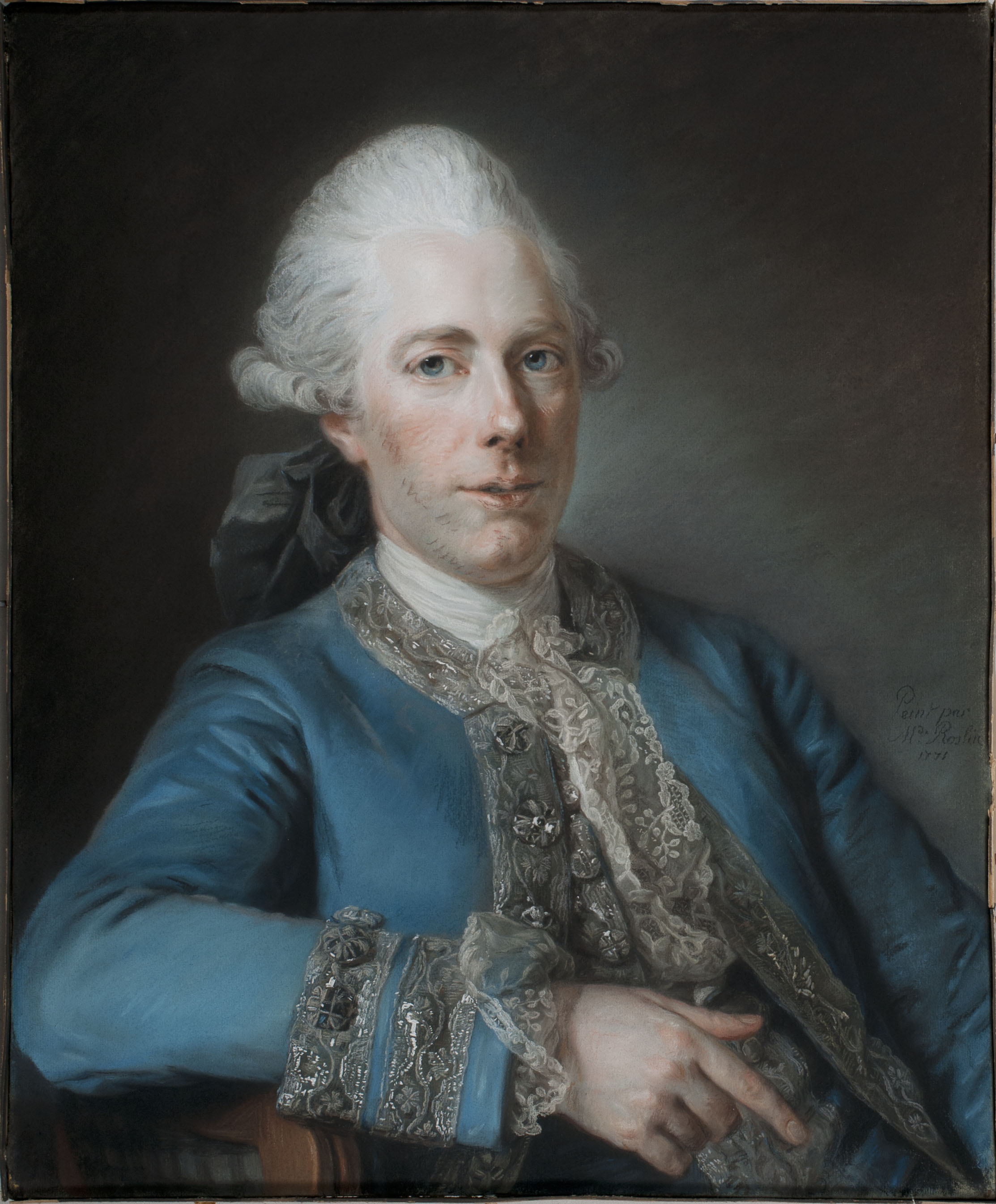
Marie-Joseph Peyre, 1771